# Tomás González Rivera
Tomás González Rivera, (Madrid, Comunidad de Madrid, España, 3 de marzo de 1963) es un exfutbolista español.

## Trayectoria
Formado en las categorías inferiores del Atlético de Madrid, su primer equipo profesional fue el Real Oviedo, jugando 4 temporadas, las tres primeras en segunda división. Después de ascender con el equipo ovetense jugaría una temporada con ellos, 5 con el Valencia Club de Fútbol y 2 con el Racing de Santander, contabilizando en primera división 243 partidos y 19 goles.

## Clubes
| Club                    | País   | Año       |
| ----------------------- | ------ | --------- |
| Atlético Madrileño      | España | 1982-1985 |
| Real Oviedo             | España | 1985-1989 |
| Valencia Club de Fútbol | España | 1989-1994 |
| Racing de Santander     | España | 1994-1996 |
| Club Marino de Luanco   | España | 1996-1997 |

- Datos: Q202297